# Obdammerdijk
Obdammerdijk is een dijk en buurtschap in de gemeente Koggenland in de provincie Noord-Holland.
Obdammerdijk is gelegen ten westen en noorden van het dorp Obdam tegen de grens aan met de gemeente Dijk en Waard. De plaatsnaam verwijst naar het feit dat het een dijk is van de polder Obdam. De dijk is onderdeel van een grotere en langere dijk die de polders van Obdam en Hensbroek moesten beschermen. De dijk heeft nog steeds een functie. Nu loopt er langs de dijk de ringvaart van de Heerhugowaard met aan beide kanten dijken. In het westen loopt de Obdammerdijk parallel met de Oostdijk, in de gemeente Heerhugowaard en in het noorden tot aan de Lutkedijk met de Berkmeerdijk, van de polder en buurtschap Berkmeer. Tegenover Hensbroek gaat de Obdammerdijk over in de Oudelandsdijkje.
Met de buurtschap wordt vooral het gedeelte wat onder Obdam valt gerekend. Soms wordt het gedeelte bij de Berkmeer er niet bijgerekend. Tot 1 januari 2007 was Obdammerdijk gelegen in de gemeente Obdam, maar deze is op die datum opgegaan in de gemeente Koggenland.
Dorpen: Avenhorn · Berkhout · Bobeldijk · De Goorn (gemeentehuis) · Grosthuizen · Hensbroek · Obdam · Oudendijk · Rustenburg · Scharwoude · Spierdijk · Ursem · Wogmeer · Zuidermeer

Buurtschappen: Berkmeer · Baarsdorpermeer · De Hulk (deels) · Kathoek · Noord-Spierdijk · Noorddijk · Noordermeer · Obdammerdijk · Oosteinde

Gehuchten: Oostmijzen · Zuid-Spierdijk
Noord-Holland: Steden en dorpen in Noord-Holland      Nederland: Provincies · Gemeenten